# Novi di Módena
Novi di Módena es un municipio situado en el territorio de la provincia de Módena, en Emilia-Romaña (Italia).

## Demografía
| Gráfica de evolución demográfica de Novi di Módena entre 1861 y 2001 |
|                                                                      |
| Fuente ISTAT - elaboración gráfica de Wikipedia                      |

## Terremoto
El domingo, 4 de junio de 2012, se produjo un movimiento sísmico de magnitud 5,1 de la escala de Richter, que no causó desgracias personales pero sí el derrumbamiento de la torre de la iglesia. 